# Pedicia spinifera
Pedicia spinifera är en tvåvingeart som beskrevs av Jaroslav Stary 1974. Pedicia spinifera ingår i släktet Pedicia och familjen hårögonharkrankar. Inga underarter finns listade i Catalogue of Life.